# Фінклер Юрій Едуардович
Ю́рій Едуардович Фі́нклер (нар. 27 квітня 1960, Львів) — український дослідник у сфері комунікативістики. Доктор філологічних наук (спеціальність «журналістика»), кандидат соціологічних наук (спеціальність «соціальна структура, соціальні інститути та соціальні відносини»). Професор. Викладач циклової комісії журналістики Галицького фахового коледжу імені В'ячеслава Чорновола. Блогер.

## Біографія
Юрій Фінклер народився у Львові 1960 року.
1982 року закінчив Український поліграфічний інститут імені Івана Федорова (пізніше — Українська академія друкарства, нині - інститут Національного університету "Львівська політехніка") за спеціальністю «журналістика».
Протягом жовтня 1982 - квітня 1984 років служив рядовим в Південній групі радянських окупаційних військ в Угорщині: від жовтня 1982 року до квітня 1983 року - солдат 1215-го зенітно-ракетного полку, розташованого біля містечка Dunaföldvár, від квітня 1983 до квітня 1984 року - кореспондент багатотиражної газети 13-ї танкової Полтавської дивізії, розташованої біля міста Veszprém.   
Упродовж 1984—2004 років працював в Українській академії друкарства.
Протягом 2004—2006 років був завідувачем кафедри видавничої справи та редагування у Гуманітарному університеті «Запорізький інститут державного та муніципального управління» (ЗІДМУ, тепер — Класичний приватний університет).
Протягом 2006—2011 років — завідувач кафедри видавничої справи та редагування (від 2009 року — кафедра редакторської та рекламної майстерності) у Галицькому інституті імені В. Чорновола Національного університету «Києво-Могилянська академія» у Тернополі; інститут реорганізовано у вересні 2011 року.
Від вересня 2011 року був професором, від грудня 2011 року і до серпня 2013 року — завідувачем кафедри журналістики Українського католицького університету у Львові.
Від вересня 2013 року і до вересня 2018 року — професор кафедри соціальних комунікацій (до вересня 2017 року — кафедра реклами і мови ЗМІ) факультету журналістики Міжнародного економіко-гуманітарного університету імені академіка Степана Дем'янчука.
Від вересня 2018 року і до січня 2022 року — професор кафедри журналістики Школи журналістики Чорноморського національного університету імені Петра Могили.
Від лютого 2022 року — викладач циклової комісії журналістики Галицького фахового коледжу імені В'ячеслава Чорновола.
Член Спеціалізованих вчених рад Д 26.001.34 Київського національного університету імені Тараса Шевченка (від вересня 2007 року і до січня 2019 року), К 08.051.19 Класичного приватного університету (від вересня 2012 і до жовтня 2017 року), К 08.051.19 Дніпровського національного університету імені Олеся Гончара (до 31.12.2021 року). Наукова галузь: 27 — «Соціальні комунікації».

## Творчий доробок
Автор двох монографій, автор та співавтор навчальних посібників та понад 170 публікацій у наукових виданнях.
Науковий керівник 12 захищених дисертацій на здобуття наукового ступеня кандидата наук і науковий консультант 1 захищеної дисертації на здобуття наукового ступеня доктора наук. Наукова галузь: 27 — «Соціальні комунікації».
Блогер.
Веде блоги в українських онлайн-виданнях 
Zaxid.Net https://zaxid.net/blogger/yuriy_finkler_u3120/
Leopolis.News https://leopolis.news/category/64/yuriy-finkler
Детектор медіа https://detector.media/authors/1565/